# Gheorghe Ciompec
Gheorghe Ciompec (n. 3 aprilie 1932, comuna Meteleu, Buzău, România ‒ d. 10 decembrie 2010), specialist în istoria literaturii române, profesor universitar doctor la Facultatea de Litere a Universității din București, Catedra de literatură română. A publicat numeroase lucrări de autor și în colaborare, studii și articole științifice.

## Lucrări publicate
- Gheorghe Ciompec, Motivul creației în literatura română, București, Editura Minerva, 1979, 312 pagini;
- Eminescu, poetul național, Introducere, note și comentarii, tabel cronologic de Gheorghe Ciompec, București, Editura Eminescu, 1983, în două volume: vol. I, 380 pagini și vol. al II-lea, 280 pagini;
- Structurile operei, Studiu introductiv și note de Gheorghe Ciompec, București, Editura Eminescu, 1985;
- Textul eminescian: analize, Studiu introductiv și note critice de Gheorghe Ciompec, București, Editura Eminescu, 1990, 424 pagini;
- Ștefan Cazimir, Gheorghe Ciompec et al., Istoria literaturii române de la origini până la sfârșitul secolului al XIX-lea: curs pentru facultățile de limbi străine, București, Centrul de Multiplicare al Universității din București, 1971-1972, în două părți: Partea I (1971), 260 pagini și Partea a II-a (1972), 214 pagini.

 Acest articol biografic despre un profesor universitar român este un ciot. Puteți ajuta Wikipedia prin completarea lui!